# Медицинская сестра

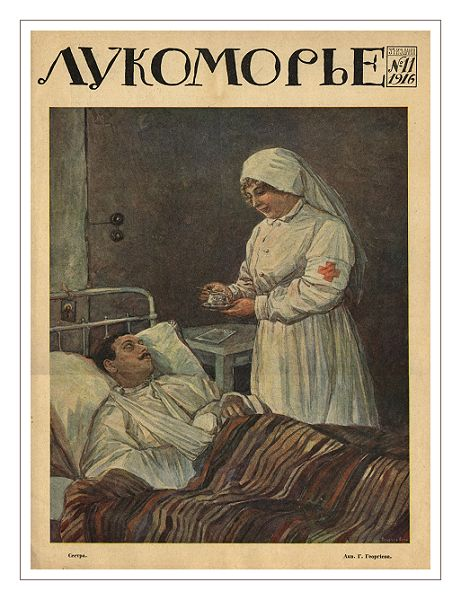
Журнал «Лукоморье» (1916 год).

Медици́нская сестра́ (медсестра́, сестра́ милосе́рдия) — специалист со средним специальным медицинским образованием в области сестринского дела.
Медсестру относят к среднему медицинскому персоналу, и она является младшим специалистом (это указано в дипломе медсестры) по отношению к специалисту — врачу. Начальное медицинское образование получают младшие медицинские сёстры и санитарки, окончившие специальные курсы или получившие неполное среднее медицинское образование. Относят к младшему медицинскому персоналу. Медицинская сестра выступает помощником врача в лечебно-профилактических учреждениях, выполняет врачебные и фельдшерские назначения и осуществляет сестринский процесс. Ежегодно 12 мая отмечается, под руководством Международного Совета медсестёр (МСМ), Международный день медицинской сестры.

## Должности
Медицинские сёстры разделяются по профилю работы:
- Главная медицинская сестра — специалист с высшим медицинским образованием, окончивший факультет высшего сестринского образования (менеджмента) медицинского вуза. Она занимается вопросами рациональной организации труда, повышением квалификации среднего и младшего медицинского персонала больницы и осуществляет контроль за его работой.

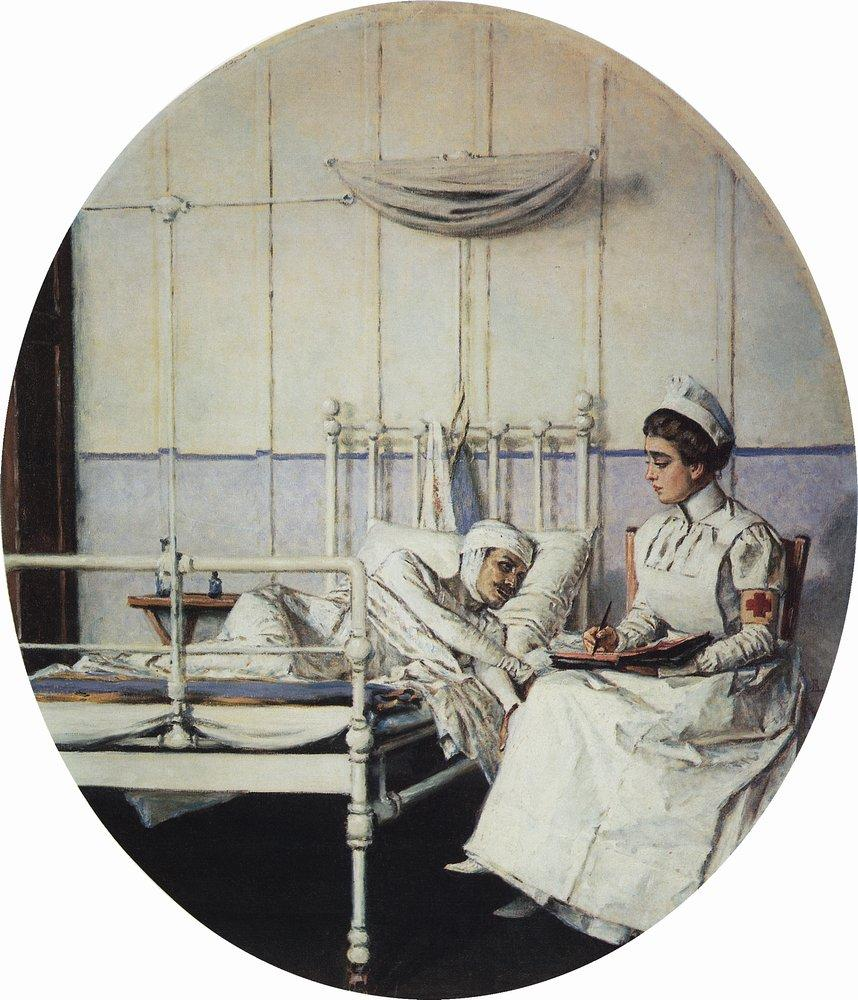
Василий Верещагин, «Письмо на родину»

- Старшая медицинская сестра — оказывает помощь заведующему отделением больницы (поликлиники) в административно-хозяйственных вопросах, организует и контролирует работу палатных медицинских сестёр и младшего медицинского персонала.
- Палатная (постовая) медицинская сестра — выполняет врачебные назначения больным в закреплённых за ней палатах, наблюдает за состоянием пациентов, осуществляет уход за ними и организует их питание.
- Процедурная медицинская сестра — выполняет врачебные назначения (внутривенные инъекции и вливания), помогает при проведении манипуляций, которые имеет право выполнять только врач, проводит взятие крови из вены для исследований.
- Операционная медицинская сестра — помогает хирургу при хирургических вмешательствах, подготавливает к операции хирургический инструментарий, шовный и перевязочный материал, бельё.
- Медсестра-анестезист — работает в паре с врачом-анестезиологом-реаниматологом на посту в отделении реанимации (осуществляет интенсивное наблюдение и лечение) или в операционной (подготовка наркозно-дыхательной аппаратуры, введение анестезиологических препаратов)
- Участковая медицинская сестра — помогает участковому врачу на приёме больных, проживающих на закреплённом за ним участке, выполняет по назначению врача лечебные процедуры на дому и участвует в проведении профилактических мероприятий.
- Диетическая медицинская сестра (диетсестра) под руководством врача-диетолога отвечает за организацию и качество лечебного питания, составляет меню, контролирует кулинарную обработку и раздачу пищи, а также санитарное состояние кухни и столовой для больных.
- Медицинские сёстры, работающие на приёме больных с врачами узких специальностей (окулистом, оториноларингологом, невропатологом и др.).
- Медицинская сестра для гражданской обороны — специалист с высшим немедицинским образованием, получившая данную квалификацию в высшем учебном заведении наряду с основной квалификацией и относящаяся к резервным кадрам среднего медицинского персонала (при наличии высшего педагогического образования может также преподавать основы медицинских знаний в учреждениях среднего образования)[3].

Медицинская сестра даёт распоряжения младшему персоналу (санитарке, младшей медсестре, сестре-хозяйке, буфетчице и т. д.) и контролирует их выполнение.
Если должности «акушерка», «медицинская сестра (медсестра)», «санитарка», «фасовщица» в медицинских организациях замещаются лицами мужского пола, они именуются соответственно: «акушер», «медицинский брат (медбрат)», «санитар», «фасовщик».

## История
В XI веке во многих городах Западной Европы (Нидерланды, Германия и другие) были созданы общины женщин и девиц для ухода за больными. В XIII веке графиня Елизавета Тюрингенская на свои средства построила госпиталь, организовала приют для подкидышей и сирот, в которых сама много работала. В 1235 г. она была причислена к лику святых и в её честь была основана католическая община «елизаветинок». В мирное время сёстры общины ухаживали только за больными женщинами, а в военное — и за мужчинами, нуждающимися в медицинской помощи. Много сделала эта община и для больных проказой. Подобной деятельностью занималась и община «иоанниток», члены которой проявили особую самоотверженность в Париже во время эпидемии чумы 1348 г. В ведении сестёр-«госпитальерок» находились крупные госпитали — Святого Людовика в Париже, а также в других городах Франции.

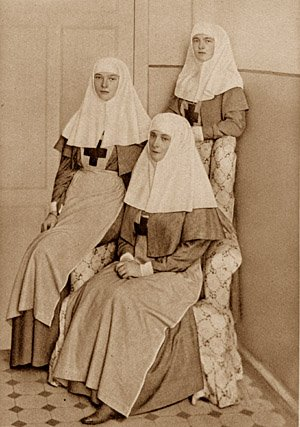
Сестры милосердия — Великая Княжна Татьяна Николаевна и Императрица Александра Фёдоровна — сидят, Великая Княжна Ольга Николаевна — стоит

В 1617 году во Франции священник Викентий Поль организовал первую общину сестёр милосердия (Дочери милосердия) и поставил во главе её Луизу де Марийак, которая организовала семинары для сестёр милосердия и сиделок, а в 1641 г. создала специальную школу по их обучению. Викентий Поль впервые предложил словосочетания «сестра милосердия», «старшая сестра» и указал, что община должна состоять из вдов и девиц, которые не должны быть монахинями и не должны давать никаких постоянных обетов. Подобные институты сестёр милосердия стали создаваться во Франции, Нидерландах, Польше и других странах. К середине XIX века в Западной Европе уже насчитывалось около 16 тыс. сестёр милосердия.
Служба профессиональных медсестёр была организована во время Крымской войны англичанкой Флоренс Найтингейл. Ф. Найтингейл вместе со своими помощницами, среди которых были монахини и сёстры милосердия, отправилась в полевые госпитали сначала в Турцию, а затем в Крым. Другой известной медсестрой того времени была Мэри Сикол.
Среди первых медсестёр, отправившихся на фронт, были и сёстры милосердия московской Никольской обители. Добровольно и организованно они отправились на фронт Крымской войны для оказания помощи раненым воинам.
В годы этой войны впервые в истории к уходу за ранеными в ходе боевых действий были привлечены сёстры милосердия (из Крестовоздвиженской общины, учреждённой великой княгиней Еленой Павловной). Эти женщины проходили специализированную подготовку для работы непосредственно в рядах действующей армии. Николай Иванович Пирогов, знаменитый врач, осуществлял руководство и организационную деятельность в формировании нового социального института.

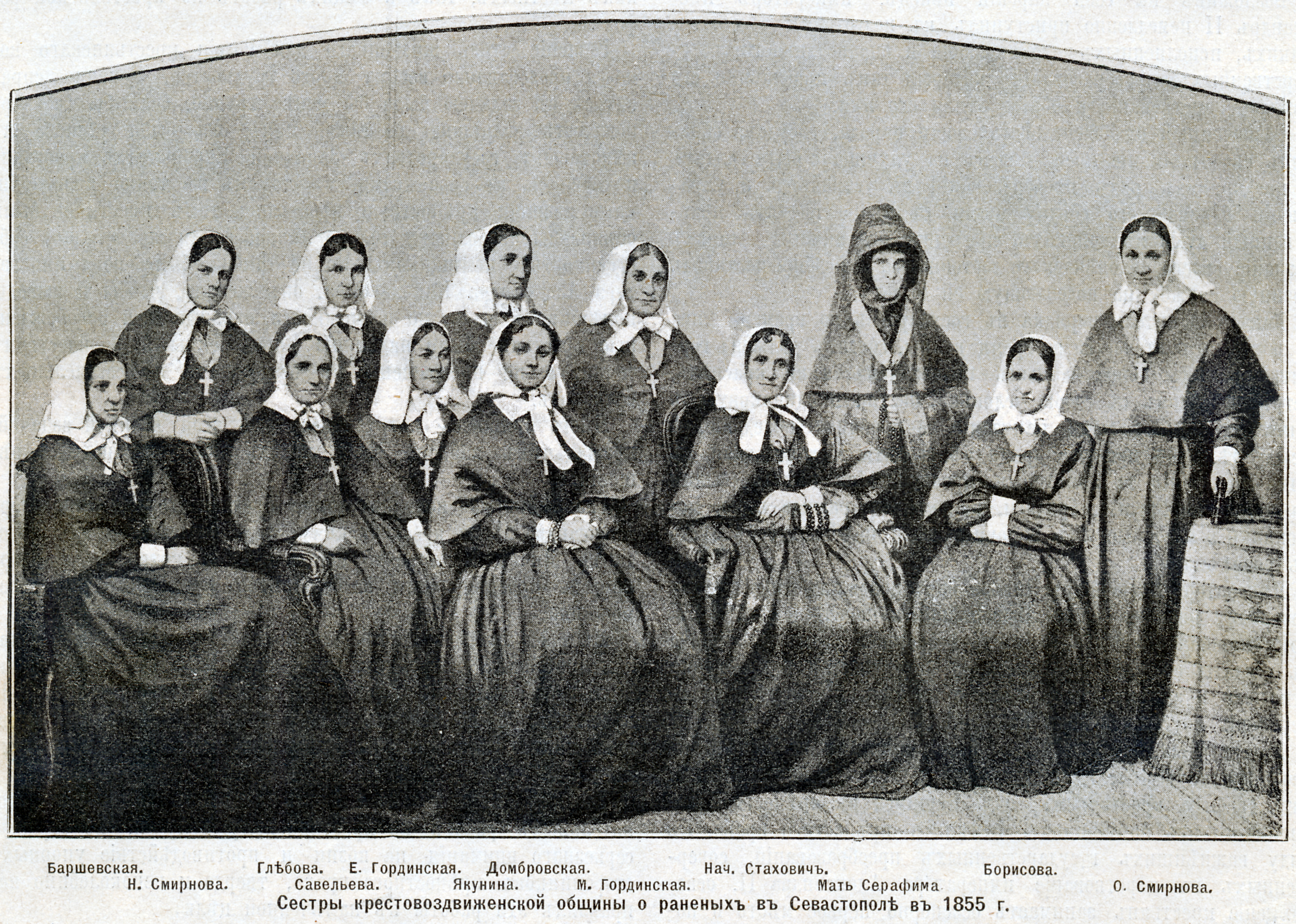
Сестры Крестовоздвиженской общины, Севастополь, 1855 год

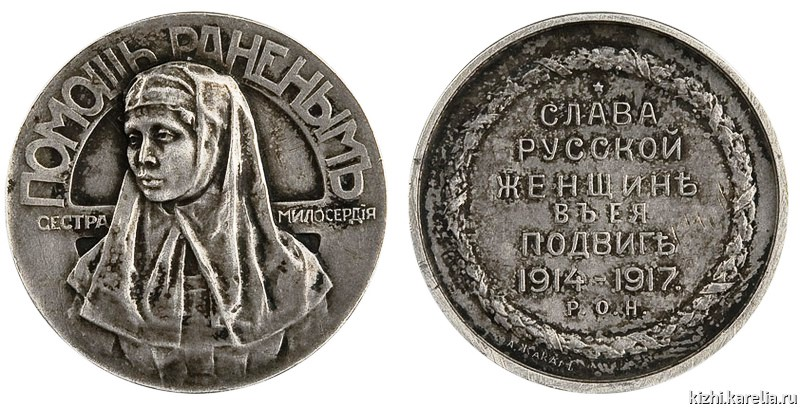
Медаль «Сестра милосердия. Помощь раненным. 1914—1917.»

Лев Толстой в «Севастопольских рассказах» описал прибывших в действующую армию сестёр милосердия, которые позднее были награждены медалью «За оборону Севастополя», среди них — Бакунина, Карцева, Стахович, Хитрово и др. Из 120 сестёр Крестовоздвиженской обители, которые работали в осаждённом Севастополе, 17 погибли при исполнении служебных обязанностей.
В 1863 году был издан приказ военного министра Российской империи о введении по договоренности с Крестовоздвиженской общиной постоянного сестринского ухода за больными в военных госпиталях. Этот год можно считать годом рождения профессии медицинской сестры в России.
В 1877—1878 годах во время русско-турецкой войны при Российском обществе Красного Креста был образован Комитет «Христианская помощь». В 1882 году этот Комитет создал первую во всей всемирной системе Красного Креста общину сестёр милосердия, а через два года — курсы для их подготовки.
Княгиня Наталья Шаховская с дочерьми Надеждой, Натальей и Верой, Екатерина Новосильцева, Прасковья Розен, княгиня Надежда Трубецкая и др. — вот неполный список представительниц известных российских династий, ставших сёстрами милосердия.
В 1912 году была учреждена особая медаль — высшая награда Международного Красного Креста медицинским сёстрам.
Всего к началу 1913 г. в России в 109 общинах работали 3442 сестры милосердия, а уже через год, к началу Первой мировой войны, только в госпиталях их насчитывалось около 20 тыс., к концу войны их было уже до 30 тыс. В лазаретах Царского Села сестрами милосердия, после прохождения специального курса обучения и сдачи экзаменов, работали наряду со всеми и августейшие особы, супруга и две старшие дочери русского Государя : Императрица Александра Фёдоровна, Великая Княжна Ольга Николаевна, Великая Княжна Татьяна Николаевна. Государыня вместе с дочерьми сама ассистировала на операциях при извлечении пуль и ампутации конечностей, делала перевязки, организовывала госпитали, передвижные лазареты, санитарные поезда, комитеты для помощи беженцам и семьям воинов.

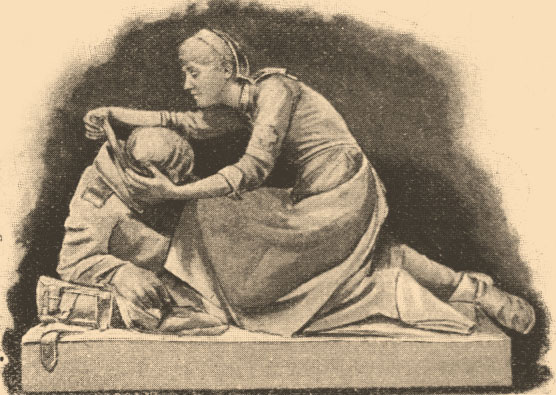
Марк Антокольский
«Сестра милосердия»

12 мая, в день рождения Флоренс Найтингейл отмечается Международный день медицинской сестры. Хотя фактически празднику уже более ста лет, официально он был учреждён только в 1971 году. Всемирный день медицинских сестёр в России отмечается с 1981 года. 

Памятник военной медсестре (Саратов)

В нескольких городах мира установлены памятники медицинским сёстрам, в частности, памятник фронтовой медсестре в Москве в районе Печатники, памятник военной медсестре возле медучилища в Саратове.
Н. И. Пирогов первым в мире организовал и применил женский уход за ранеными в районе боевых действий. Он участвовал в становлении «Крестовоздвиженской общины сестёр попечения о раненых и больных». Иностранцы, в частности, немцы, пытались приписать инициативу в этом деле, то есть, организацию женского ухода за ранеными в районе боевых действий, англичанке Найтингейл, против чего Пирогов протестует в самой решительной форме, доказывая (в письме к баронессе Раден), что «Крестовоздвиженская община сестёр попечения о раненых и больных» была учреждена в октябре 1854 года, а в ноябре того же года она уже находилась на фронте. «О мисс же Нейтингель» и «о её высокой души дамах» — мы в первый раз услыхали, — пишет Пирогов, — только в начале 1855 года, " — и далее продолжает: «Мы, русские, не должны дозволять никому переделывать до такой степени историческую истину. Мы имеем долг истребовать пальму первенства в деле столь благословенном и благотворном и ныне всеми принятом».

## Нумизматика
12 октября 2020 года Банк России выпустил в обращение памятную монету номиналом 25 рублей «Памятная монета, посвященная самоотверженному труду медицинских работников»